# Каннський кінофестиваль 2005
58-й Каннський міжнародний кінофестиваль відбувся з 11 по 22 травня 2005 року у Каннах, Франція. Золоту пальмову гілку отримав бельгійський фільм Дитина режисерів Жана-П'єра і Люка Дарденнів.
У конкурсі був представлений 21 повнометражний фільм та 9 короткометражок; у програмі «Особливий погляд» — 23 кінострічки. Фестиваль відкрито показом французької стрічки «Леммінг» режисера Домініка Молля. Фільмом закриття фестивалю було обрано «Хромофобія» режисерки Марти Файнс. Ведучою церемонії фестивалю була французька акторка Сесіль де Франс.

## Журі

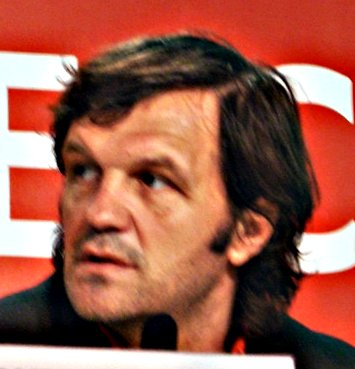
Емир Кустуриця, Голова журі

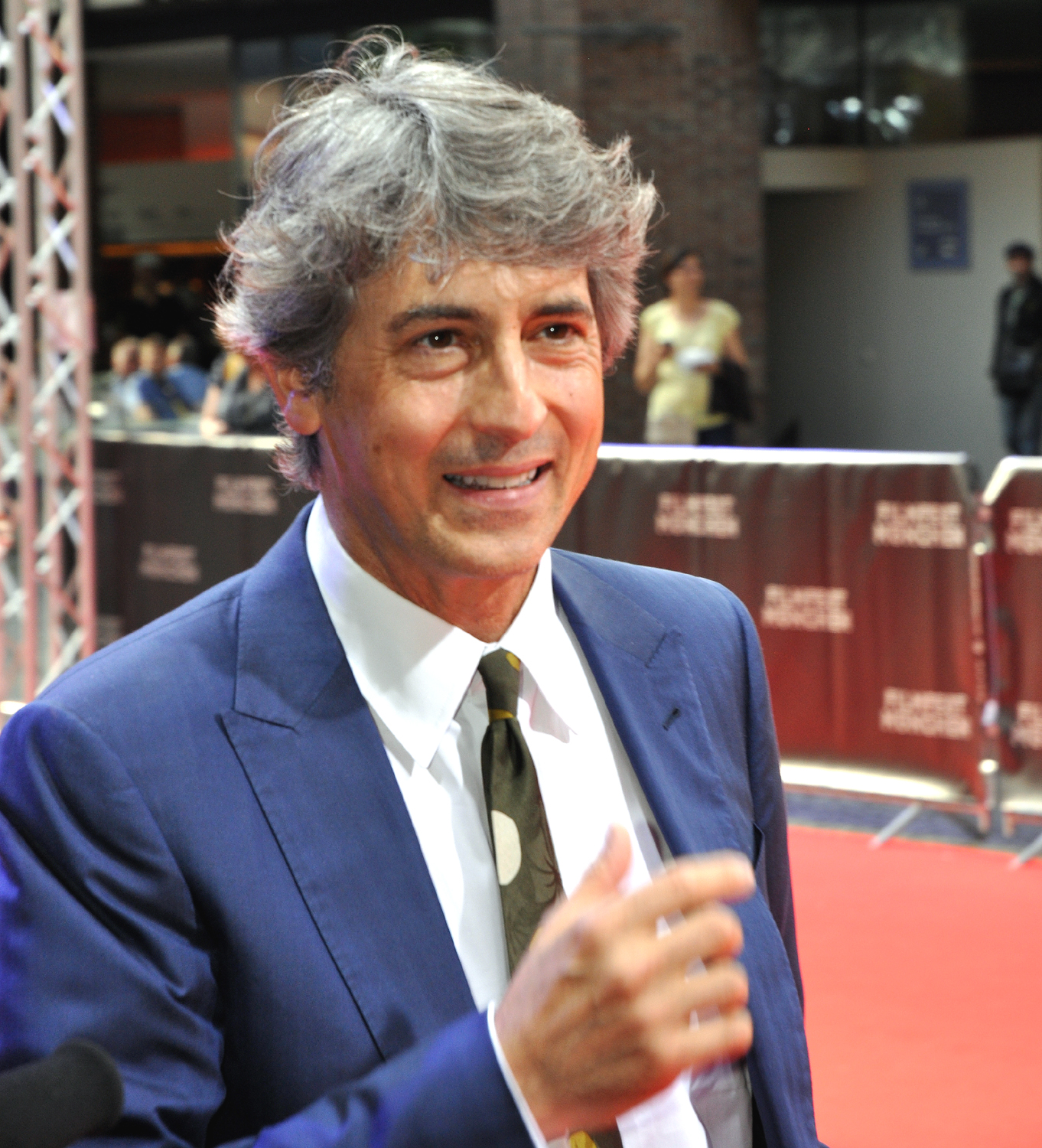
Александер Пейн, Голова журі програми Особливий погляд

### Головна програма
Наступні люди були обрані членами журі головного конкурсу офіційної програми фестивалю:
- Голова: Емир Кустуриця, режисер,  Сербія та Чорногорія
- Фатіх Акін, режисер,  Німеччина
- Хав'єр Бардем, актор,  Іспанія
- Аньєс Варда, режисер,  Франція
- Джон Ву, режисер,  КНР
- Нандіта Дас, акторка,  Індія
- Бенуа Жако, режисер,  Франція
- Тоні Моррісон, письменниця,  США
- Сальма Гайєк, акторка,  Мексика

### Особливий погляд
Наступні люди увійшли до складу журі секції Особливий погляд:
- Голова: Александер Пейн, режисер, сценарист,  США
- Бетсі Блейр, акторка,  США
- Едуардо Антін, критик,  Аргентина
- Женев'єва Велкомм, жкрналіст,  Франція
- Жиль Маршан, режисер, сценарист,  Франція
- Катія Шапутьє, жерналіст,  Канада
- Сандра Ден Гамер, директор Роттердамського кінофестивалю,  Нідерланди

### Сінефондасьйон та короткометражні фільми
Наступні люди увійшли до складу журі секції Сінефондасьйон та конкурсу короткометражних фільмів:
- Голова: Едвард Янг, режисер,  Тайвань
- Шанталь Акерман, режисерка,  Бельгія
- Колін Маккейб, критик,  Ірландія
- Сільвія Тестю, акторка,  Франція
- Юсрі Насралла, режисер,  Єгипет

### Золота камера
Наступні люди увійшли до складу журі Золота камера:
- Голова: Аббас Кіаростамі, режисер,  Іран
- Лаура Мейєр, кіноманка,  Франція
- Люк Пуріне, технік,  Франція
- Малік Шибан, режисер,  Франція
- Патрік Шамозу, сценарист,  Франція
- Роберто Турільятто, Туринський кінофестиваль,  Італія
- Ромен Віндінг, кінооператор,  Франція
- Скотт Фандес, критик,  США
- Ів Алльон, критик,  Франція

## Фільми-учасники конкурсної програми
★Переможців виділено окремим кольором.
Наступні художні фільми змагалися за Золоту пальмову гілку:
Повнометражні фільми
| Фільм                                | Назва мовою оригіналу                    | Режисер                       | Країна         |
| ------------------------------------ | ---------------------------------------- | ----------------------------- | -------------- |
| Битва на небесах                     | Batalla en el cielo                      | Карлос Рейгадас               | Мексика        |
| Вибори                               | 黑社會                                   | Джонні То                     | Гонконг        |
| Виправдана жорстокість               | A History of Violence                    | Девід Кроненберг              | США            |
| Вільна зона                          | Free Zone                                | Амос Гітай                    | Ізраїль        |
| Де ховається правда                  | Where the Truth Lies                     | Атом Егоян                    | Канада         |
| ★ Дитина                             | L'Enfant                                 | Жан-П'єр Дарденн, Люк Дарденн | Бельгія        |
| Заходьте без стука                   | Don't Come Knocking                      | Вім Вендерс                   | США            |
| Зламані квіти                        | Broken Flowers                           | Джим Джармуш                  | США            |
| З'явившись на світ, вже не сховаєшся | Quando sei nato non puoi più nasconderti | Марко Тулліо Джордана         | Італія         |
| Кіноказка                            | 극장전                                   | Сангсу Хонг                   | Південна Корея |
| Леммінг*                             | Lemming                                  | Домінік Молль                 | Франція        |
| Малюй або займайся любов'ю           | Peindre ou faire l'amour                 | Арно Лар'є, Жан-Марі Лар'є    | Франція        |
| Мандерлей                            | Manderlay                                | Ларс фон Трієр                | Данія          |
| Місто гріхів                         | Sin City                                 | Френк Міллер, Роберт Родрігес | США            |
| Мрії про Шанхай                      | 青红; Qīng hóng                          | Ван Сяошуай                   | КНР            |
| Нульовий кілометр                    | Sifir Kîlometre                          | Хінер Салеєм                  | Ірак           |
| Останні дні                          | Last Days                                | Ґас Ван Сент                  | США            |
| Приховане                            | Caché                                    | Міхаель Ганеке                | Франція        |
| Терзання                             | バッシング; Basshingu                    | Кобаясі Масахіро              | Японія         |
| Три могили                           | The Three Burials of Melquiades Estrada  | Томмі Лі Джонс                | США            |
| Три пори                             | 最好的時光; Zuìhǎo de shíguāng           | Хоу Сяосянь                   | Тайвань        |

* Фільм відкриття

## Особливий погляд
Наступні фільми були відібрані для конкурсу «Особливий погляд»:
| Фільм                                   | Назва мовою оригіналу                                 | Режисер             | Країна                |
| --------------------------------------- | ----------------------------------------------------- | ------------------- | --------------------- |
| Гаванський блюз                         | Habana Blues                                          | Беніто Самбрано     | Іспанія, Куба         |
| Дельвенде                               | Delwende                                              | С. П'єр Ямеого      | Буркіна-Фасо, Франція |
| Єврейський хлопчик                      | Jewboy                                                | Тоні Кравіц         | Австралія             |
| Залишена земля                          | සුළඟ එනු පිණිස; Sulanga Enu Pinisa                        | Вімукті Яясундара   | Шрі-Ланка             |
| Зім і компанія                          | Zim and Co.                                           | П'єр Жоліве         | Франція               |
| Йоганна                                 | Johanna                                               | Корнель Мундруцо    | Угорщина              |
| Кінематографіст                         | Le filmeur                                            | Ален Кавальє        | Франція               |
| Король                                  | The King                                              | Джеймс Марш         | Велика Британія, США  |
| Кров                                    | Sangre                                                | Амат Ескаланте      | Мексика               |
| Марокко                                 | Marock                                                | Лайла Марракчі      | Марокко, Франція      |
| Мій Бог, Мій Бог, чому ти залишив мене? | エリ・エリ・レマ・サバクタニ; Eri Eri Rema Sabakutani | Сіндзі Аояма        | Японія                |
| Натягнута тятива                        | 활; Hwal                                              | Кім Кі Дук          | Південна Корея        |
| Ніжне місто                             | Cidade Baixa                                          | Сержиу Мачаду       | Бразилія              |
| Одна ніч                                | Yek Shab‎                                              | Нікі Карімі         | Іран                  |
| Північний схід                          | Nordeste                                              | Хуан Дієго Соланас  | Аргентина, Франція    |
| ★ Смерть пана Лазареску                 | Moartea domnului Lăzărescu                            | Крісті Пую          | Румунія               |
| Сплячий агент                           | Schläfer                                              | Беньямін Гайзенберг | Австрія, Німеччина    |
| Темна конячка                           | Voksne mennesker                                      | Дагюр Каурі         | Данія, Ісландія       |
| Фільми, аспірин і хижаки                | Cinema, Aspirinas e Urubus                            | Марселу Гомес       | Бразилія              |
| Це сталося в долині                     | Down in the Valley                                    | Дейвід Джейкобсон   | США                   |
| Час прощання                            | Temps Qui Reste Le                                    | Франсуа Озон        | Франція               |
| Я винен                                 | Falscher Bekenner                                     | Крістоф Гогойслер   | Німеччина             |
|                                         | Yellow Fella                                          | Іван Сен            | Австралія             |

## Фільми позаконкурсної програми
| Фільм                                            | Назва мовою оригіналу                                     | Режисер                         | Країна                     |
| ------------------------------------------------ | --------------------------------------------------------- | ------------------------------- | -------------------------- |
| Артисти згорілого театру                         | Les Artistes du Théâtre Brûlé                             | Ритхі Пань                      | Камбоджа, Франція          |
| Помститися один раз за два ока                   | Nekam Achat Mishtey Eynay                                 | Аві Мограбі                     | Франція, Ізраїль           |
| Влада кошмарів                                   | The Power of Nightmares: The Rise of the Politics of Fear | Адам Кертіс                     | Велика Британія            |
| Чарівне дзеркало                                 | C'est pas tout à fait la vie dont j'avais rêvé            | Мішель Пікколі                  | Франція                    |
| Палац Танукі (Принцеса-єнот)                     | オペレッタ狸御殿; Operetta tanuki goten                   | Сейдзюн Судзукі                 | Японія                     |
| Зоряні війни: Помста ситхів                      | Star Wars Episode III: Revenge of the Sith                | Джордж Лукас                    | США                        |
| Матч-пойнт                                       | Match Point                                               | Вуді Аллен                      | Велика Британія            |
| По той бік Босфору                               | Crossing the Bridge: The Sound of Istanbul                | Фатіх Акін                      | Туреччина, Німеччина       |
| Опівнічні фільми: від маргінальної до мейнстріму | Midnight Movies: From the Margin to the Mainstream        | Стюарт Семюелз                  | Канада, США                |
| Поцілунок на виліт                               | Kiss Kiss Bang Bang                                       | Шейн Блек                       | США                        |
| Щасливого Різдва                                 | Joyeux Noël                                               | Крістіан Каріон                 | Франція                    |
| Хромофобія                                       | Chromophobia                                              | Марта Файнс                     | Велика Британія            |
| Даршан                                           | Darshan — l'Etreinte                                      | Ян Кунен                        | Франція, Німеччина, Японія |
| Кирику і дикі звіри                              | Kirikou et les bêtes sauvages                             | Мішель Оцело та Бенедикт Галлап | Франція, В'єтнам           |
| Сінді: Моя лялька                                | Cindy: The Doll Is Mine, реж. Bertrand Bonello            | Бертран Бонелло                 | Франція                    |

## Нагороди

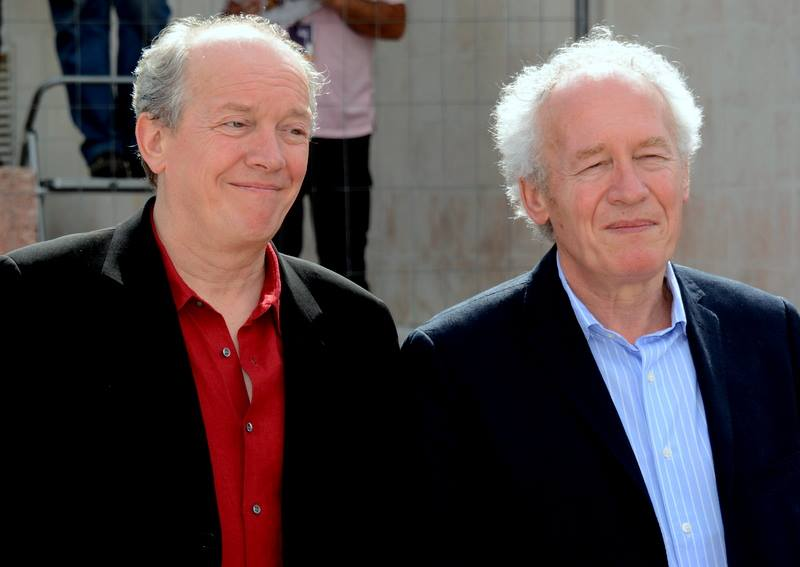
Люк (ліворуч) та Жан-П'єр Дарненн, лауреати Золотої пальмової гілки

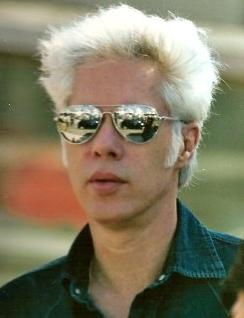
Джим Джармуш, лауреат Гран-прі

### Офіційні нагороди
Наступні фільми і люди отримали нагороди офіційної програми фестивалю:
- Золота пальмова гілка: Дитина, реж. Жан-П'єр та Люк Дарденни
- Гран-прі: Зламані квіти, реж. Джим Джармуш
- Приз за найкращу режисуру: Приховане, реж. Міхаель Ганеке
- Найкращий сценарій: Гілльєрмо Арріага за Три могили
- Приз за найкращу жіночу роль: Ганна Ласло за роль у Вільна зона
- Приз за найкращу чоловічу роль: Томмі Лі Джонс за роль у Три могили
- Приз журі: Мрії про Шанхай, реж. Ван Сяошуай

Особливий погляд
- Приз «Особливий погляд»: Смерть пана Лазареску, реж. Крісті Пую
- Приз конфіденційності «Особливий погляд»: Кінематографіст, реж. Ален Кавальє
- Приз надії «Особливий погляд»: Дельвенде, реж. С. П'єр Ямеого

Сінефондасьйон
- Перший приз: Невинність на продаж, реж. Антоніо Кампос
- Другий приз: Години роботи, реж. Майя Дрейфус та Удвох, реж. Микола Хомерікі
- Третій приз: Рівнина, реж. Роланд Едзард  та Не шуміть, реж. Самех Зоабі

Золота камера
- Золота камера: Залишена земля, реж. Вімукті Джаясундара та Я, ти й усі, кого ми знаємо, реж. Міранда Жулі

Короткометражні фільми
- Золота пальмова гілка за короткометражний фільм: Подорожні, реж. Ігор Стрембіцький
- Спеціальна згадка: Клара, реж. Ван Совервайн

### Незалежні нагороди
Приз ФІПРЕССІ
- Приховане, реж. Міхаель Ганеке (Конкурс)
- Кричущий кулак, реж. Рю Син Ван (Двотижневик режисерів)
- Кров, реж. Амат Ескаланте (Особливий погляд)

Приз «Вулкан» за технічну майстерність
- Приз «Вулкан»: 
  - Леслі Шац за звук у фільмі Останні дні
  - Роберт Родгігес за візуальне оформлення Місто гріхів

Екуменічне журі
- Приз екуменічного журі: Приховане, реж. Міхаель Ганеке
- Екуменічне журі — Спеціальна згадка: Дельвенде, реж. С. П'єр Ямеого

Нагорода молодих
- Ніжне місто, реж. Сержиу Мачаду

Нагороди в рамках Міжнародного тижня критиків
- Гран-прі: Я, ти й усі, кого ми знаємо, реж. Міранда Жулі
- Приз ACID: Зерно в юшці, реж. Чжан Лу
- Гра-прі Canal+ (короткометражний фільм): Jona/Tomberry, реж. Росто

Нагороди Двотижневика режисерів
- Label Europa Cinéma: Вуса, реж. Емманюель Каррер
- Приз Art & Essai CICAE: Сестри в законі, реж. Кім Лонгінотто, Флоренс Аїсі
- Приз «Уклін молоді»: Аліса, реж. Марко Мартінс
- Премія товариства драматичних авторів і композиторів (SACD) за короткометражний фільм: Зима в серці, реж. Самюель Колларде
- Гран-прі Savoye: Торкаючись впритул, реж. Катель Кілевере

Приз Асоціації Франсуа Шале
- Приз Франсуа Шале: З'явившись на світ, вже не сховаєшся, реж. Марко Тулліо Джордана[14]